# 马家窑文化
马家窑文化（公元前3300年 - 前2100年），为约间存在于甘肃西部、青海东部的彩陶新石器时代文化，與仰韶文化有許多共同特徵，与西北的齐家文化一样出土过早期的青铜器物。马家窑文化到底属不属于青铜文化仍有争议，甘肃省东乡林家遗址中曾出土过“青铜刀”，年代约在公元前2900年到公元前2740年，为中国最早的青铜物品，同时该遗址还出土过铜渣，被認為可能已經有冶煉青铜器的能力。
马家窑文化的製陶技術十分興盛，尤其是彩陶發現的數量驚人，而且十分精美。
马家窑文化主要分布在甘肃中南部地区，以陇西黄土高原为中心，东起渭河上游，西至河西走廊和青海省东北部，北达宁夏南部，南抵四川省北部。

## 发现过程

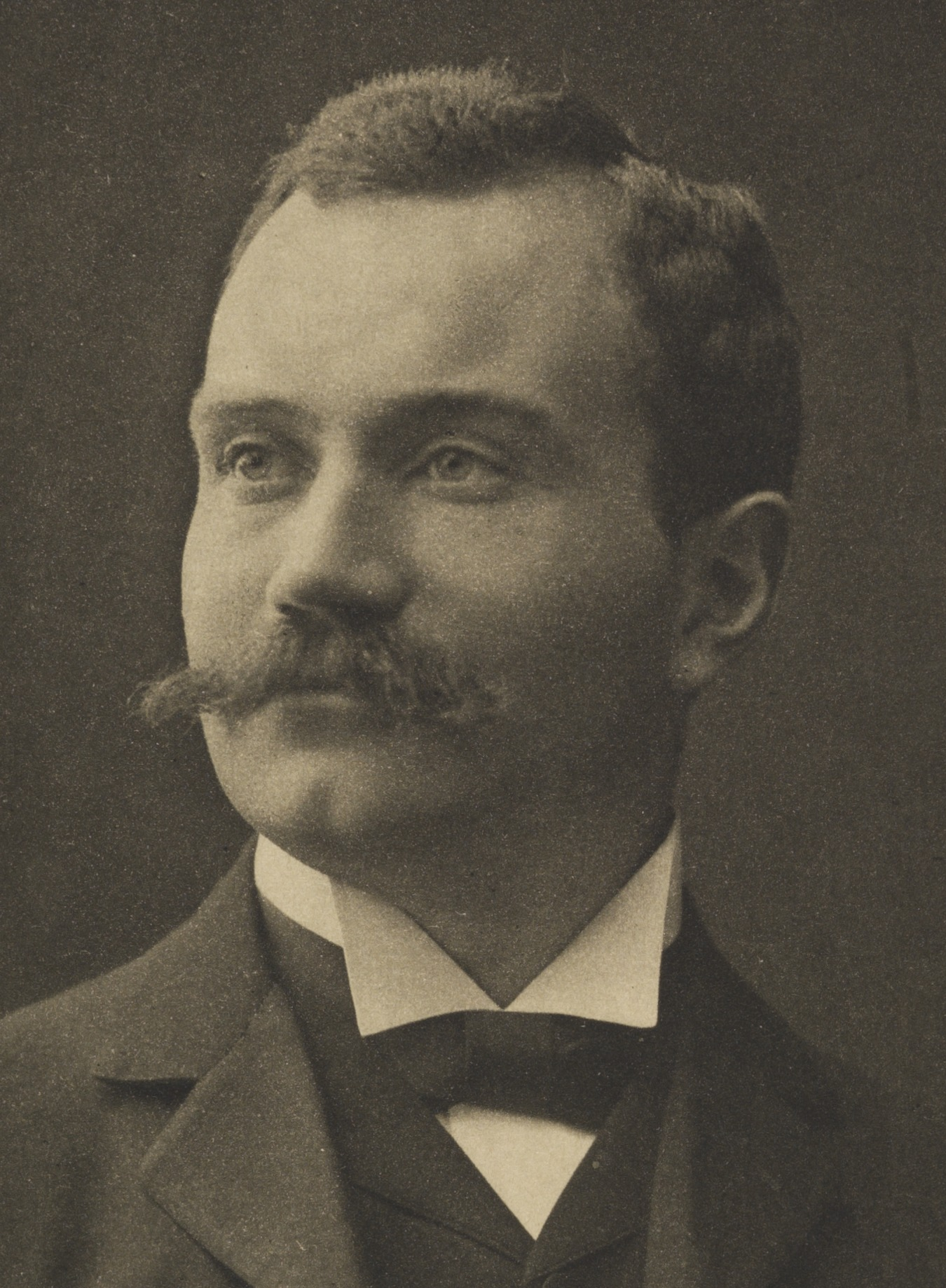
安特生

瑞典考古學家安特生於1921年至1923年在甘肅省臨洮縣馬家窯發掘該遺址，故名。最早進行調查發掘的安特生，曾將臨洮馬家窯與和政半山兩處性質不同的史前遺存合在一起，認為都屬仰韶期或仰韶文化；有時為了同河南省的仰韶文化遺存相區別，便稱為甘肅仰韶文化。
中華人民共和國建立後，夏鼐到甘肅進行田野考古工作，認識到這類遺存同河南的仰韶文化頗多不同，主張以馬家窯遺址為代表，另立新的名稱，叫做馬家窯期或馬家窯文化。

## 文化源流及分型
马家窑文化是仰韶文化向西发展的一种类型，出现于距今五千七百多年的新石器时间晚期,历经了三千多年的发展。
有马家窑、石嶺下、半山、马厂等类型。根据三种类型文化分布的地层关系和碳14测定的数据确定，马家窑类型产生于距今5300年至4850年之间，石嶺下类型产生于距今4850年至4650年之间，半山类型产生于距今4650年至4350年之间，马厂类型产生于距今4350年至4050年之间。

## 生產
马家窑文化因位于黄河流域，拥有第四纪形成的黄厚土地。当地有大河冲积平原、河水冲刷形成的台地、丘陵岗地，地势开阔，土质肥沃，气候温暖，适合农业耕作。因此，在马家窑文化时期，农业发展较快。就目前考古发现情况来看，当时的居民种植粟和黍，主要以经营原始的旱作农业为主，同时大量使用石制、骨制、陶制和木制的农业工具。
馬家窯陶器以彩陶為主，而且無論數量還是精緻程度都堪稱新石器時代文化之冠，經典型的馬家窯陶器包括細陶土製成的罐與碗，底色為黃色或紅色，上有亮黑色的裝飾。其裝飾圖形的特色為彎曲漩渦線條，中心點綴圓點，另外也有波浪形線條或平形交叉的線條設計，在罐或甕上尤其常見。其他裝飾還包括「之字形」粗線條、青蛙、鳥類、舞蹈人物等設計。其中尤以1973年在青海省大通縣上孫家寨遺址發現的舞蹈紋彩陶盆最為有名。
已出現骨飾、石器、骨器，以及玩具如陶製波浪鼓等。此時期的青銅製作品規模有限，對當時經濟方面無甚影響。

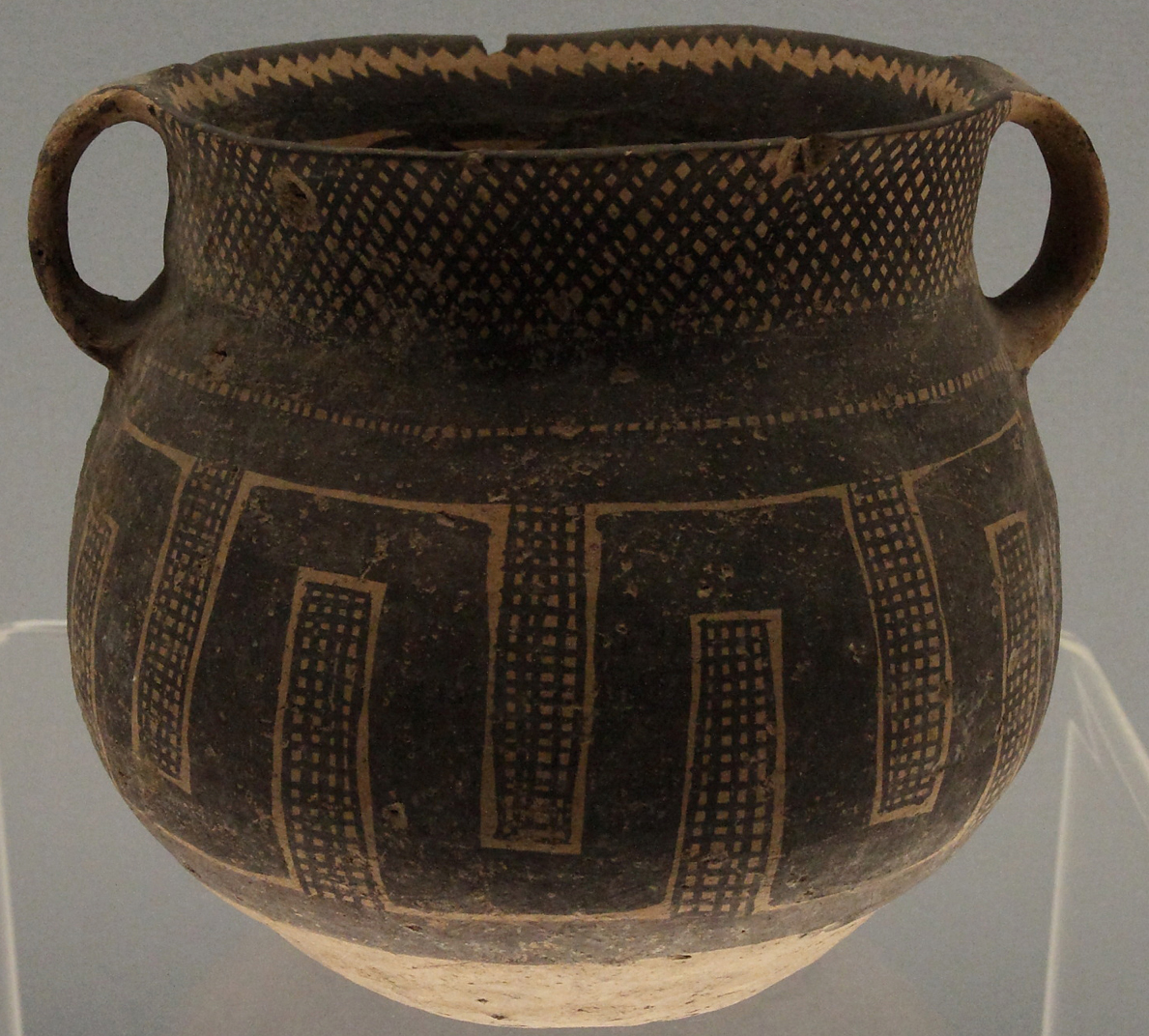
公元前2200-2000年的彩陶，现藏于上海博物馆
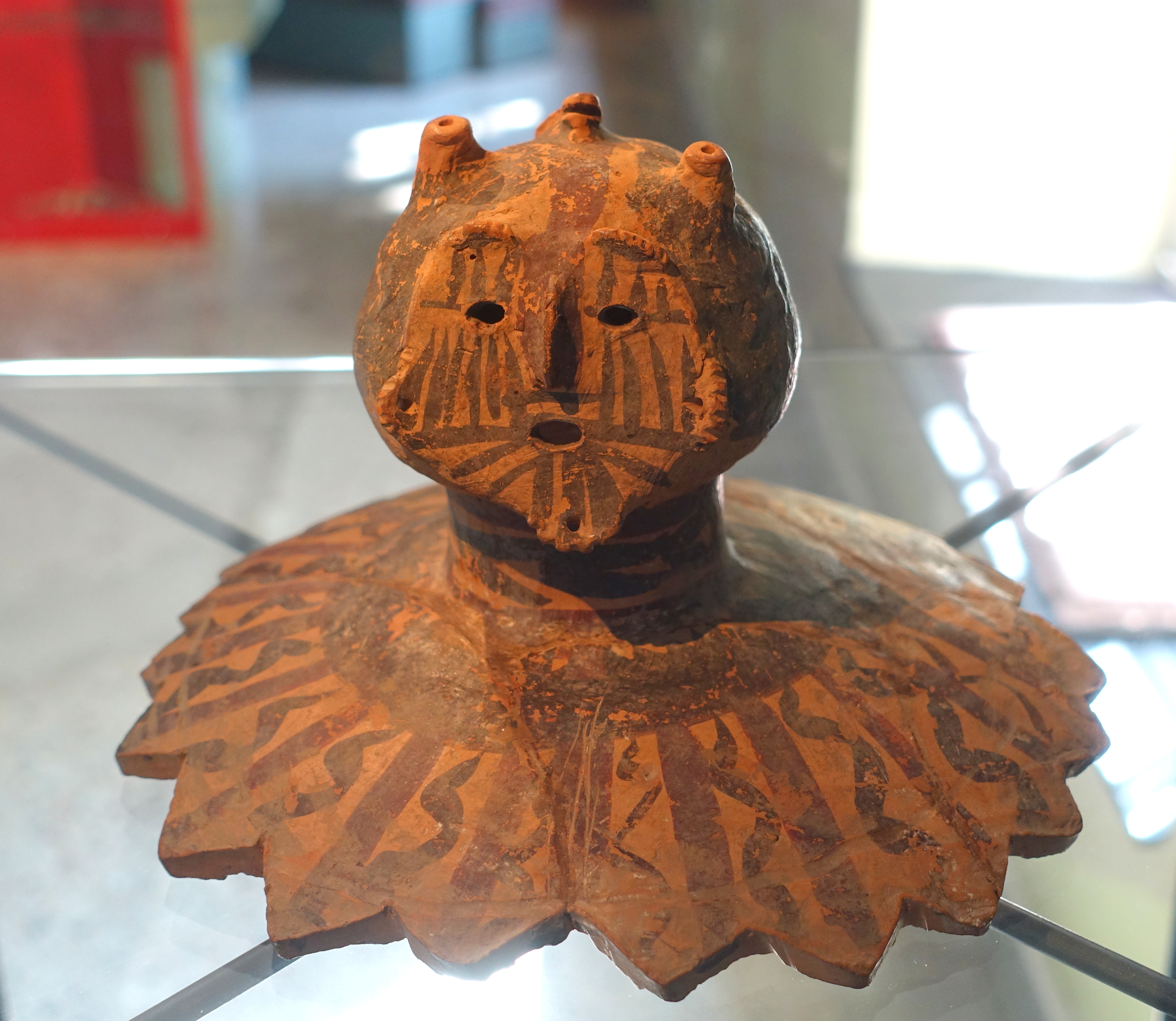
彩陶人面像
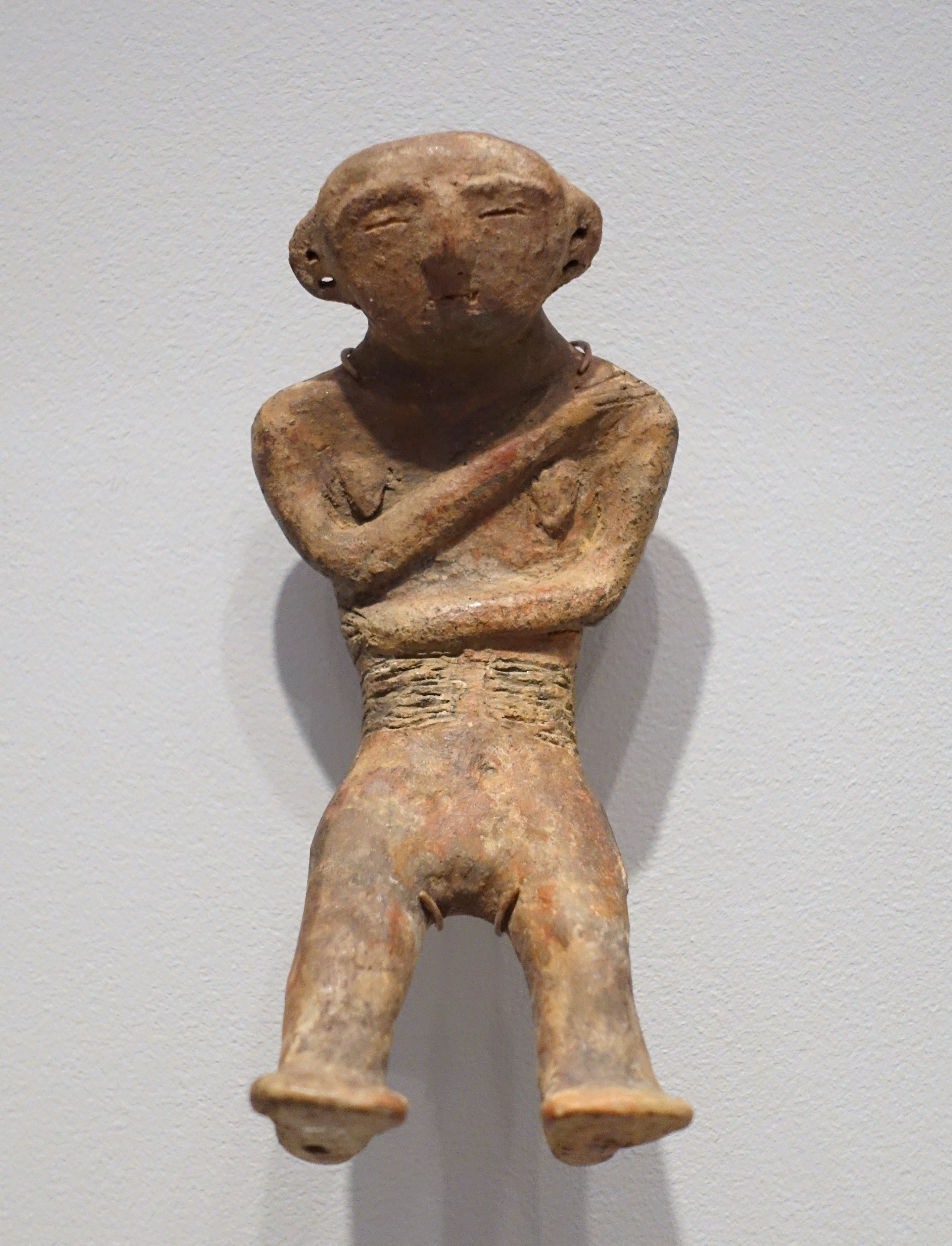
女性雕塑

## 青銅器

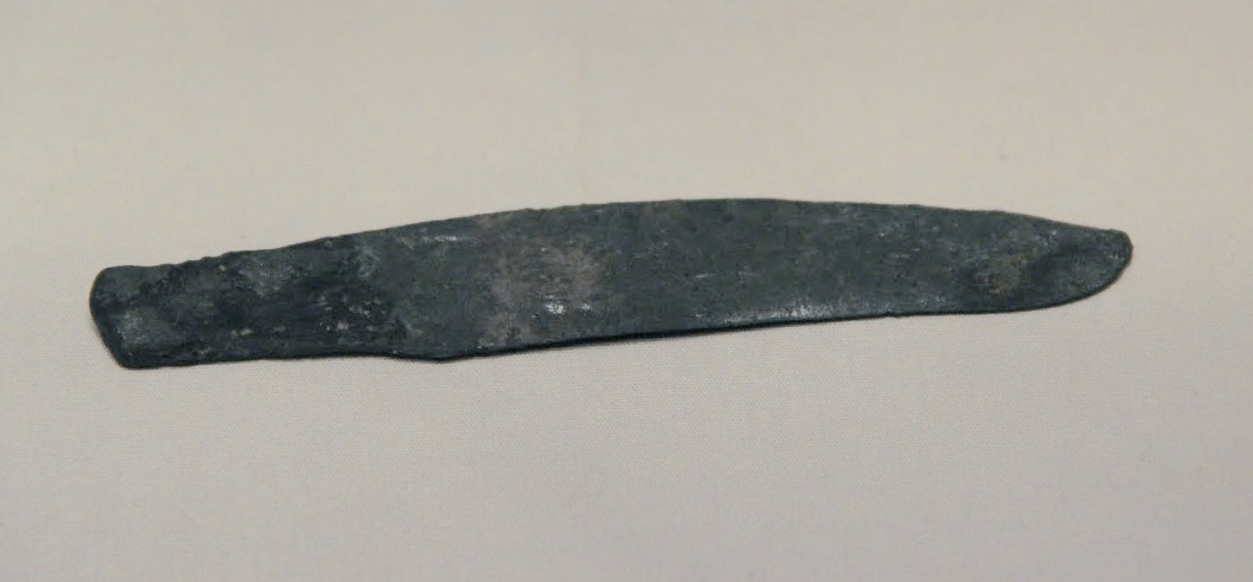
马家窑“青铜刀”

屬於马家窑類型的甘肅省臨夏市東鄉林家遗址曾出土一件使用陶范铸造的青铜小刀，这件青铜刀可能是中国地区最早的青铜器。另外在屬於馬廠類型的蔣家坪遺址亦曾發現一把已經殘缺的銅刀。
馬家窑文化與齊家文化的青銅器鑄造技術可能是接觸到阿凡納謝沃文化而學來。經由歐亞草原傳入青銅器技術進入中國 。